# دهستان جنگل (رشتخوار)
جنگل، دهستانی از توابع بخش جنگل شهرستان رشتخوار در استان خراسان رضوی ایران است.

## جمعیت
براساس سرشماری سال ۱۳۸۵جمعیت آن  ۵۰۶۶نفر (۱۰۸۰خانوار) بوده است. 